# Résolution 153 du Conseil de sécurité des Nations unies
Membres permanents
- Chine (Taïwan)
- États-Unis
- France
- Royaume-Uni
- URSS

Membres non permanents
- Argentine
- Sri Lanka
- Équateur
- Italie
- Pologne
- Tunisie

Résolution no 152 Résolution no 154
La Résolution 153 est une résolution du Conseil de sécurité de l'ONU votée le 23 août 1960 concernant le Gabon et qui recommande à l'Assemblée générale des Nations unies d'admettre ce pays comme nouveau membre.

## Contexte historique
En octobre 1958, la Communauté française étant nouvellement créée, le Conseil de gouvernement du Gabon, s'appuyant sur l'article 76 de la nouvelle Constitution de la Ve République (version de 1958), demande la transformation du Gabon en département français. Léon Mba, président du Gabon, charge Louis Sanmarco, administrateur colonial, de présenter la demande auprès du gouvernement métropolitain. Sanmarco reçoit une fin du non recevoir, le général de Gaulle n'y étant pas favorable, au grand dam de Léon Mba lui-même (voir le récit des circonstances et les commentaires de Louis Sanmarco à ce sujet sur l'article le concernant).
Le 17 août 1960, comme la grande majorité des colonies françaises d'Afrique subsaharienne, le Gabon accède à l'indépendance, Léon Mba en devient le premier président.
À la suite de cette résolution ce pays est admis à l'ONU le 20 septembre 1960,.

## Texte
- Résolution 153 sur fr.wikisource.org
- Résolution 153 sur en.wikisource.org